# Beavis und Butt-Head machen’s in Amerika
 Beavis und Butt-Head machen’s in Amerika (Originaltitel: Beavis and Butt-Head Do America; auf Deutsch sinngemäß: Beavis and Butt-Head treiben's mit Amerika) ist ein Zeichentrickfilm aus dem Jahre 1996. Die deutsche Premiere erfolgte am 15. Mai 1997.

## Handlung
Beavis und Butt-Head sind vor dem Fernseher eingeschlafen. Als sie aufwachen, stellen sie fest, dass der Fernseher gestohlen wurde. Die beiden, die nichts anderes tun, als den ganzen Tag Fernsehen zu schauen, machen sich sofort auf die Suche nach einem Ersatz. Sie treffen bei ihrer Suche auf Muddy, der möchte, dass sie seine Frau Dallas für 10.000 Scheine umlegen. Beavis und Butt-Head denken natürlich, sie bekommen Geld fürs Flachlegen (anstatt fürs umlegen) und fliegen mit Begeisterung nach Las Vegas. Dort treffen sie auch Dallas, die allerdings vom FBI gesucht wird, weil sie eine Mini-Biowaffe gestohlen hat. Der übereifrige Beavis zieht sofort seine Hose aus. Das gefällt Butt-Head gar nicht, weil er als erster Sex mit der Frau haben möchte. Es kommt zum Streit. Dallas nutzt die Gelegenheit, um die Mini-Biowaffe in die Hose von Beavis einzunähen. Das FBI kommt dahinter. Fortan stehen sie auf der Liste der meistgesuchten Verbrecher. Sie schaffen es jedoch immer wieder, dem FBI zu entkommen. Gegen Ende des Films wird durch ein Missverständnis Tom Anderson zum perversesten Bewohner Amerikas ernannt. Beavis und Butt-Head werden vom damaligen US-Präsidenten damit belohnt, Geheimagenten für Alkohol, Tabak und Feuerwaffen zu sein. Gegen Ende des Films finden die beiden auch ihren Fernseher wieder.

## Synchronisation
Die Synchronarbeiten entstand bei der Berliner Synchron in Berlin, nach einem Dialogbuch und unter der Dialogregie von Arne Elsholtz.
| Rolle                  | Originalsprecher      | Deutsche Sprecher |
| ---------------------- | --------------------- | ----------------- |
| Beavis                 | Mike Judge            | Julien Haggège    |
| Butt-Head              | Mike Judge            | Tommy Morgenstern |
| Muddy Grimes           | Bruce Willis          | Jan Spitzer       |
| Dallas Grimes          | Demi Moore            | Sabine Jaeger     |
| Tom Anderson           | Mike Judge            | Eberhard Prüter   |
| Agent Flemming         | Robert Stack          | Norbert Gescher   |
| Agent Bork             | Greg Kinnear          | Hans Hohlbein     |
| Martha                 | Cloris Leachman       | Tilly Lauenstein  |
| Marcy Anderson         | Lisa Kathleen Collins | Tilly Lauenstein  |
| Präsident Bill Clinton | Dale Reeves           | Arne Elsholtz     |
| Direktor McVicker      | Mike Judge            | Manfred Petersen  |
| Mr. Van Driessen       | Mike Judge            | Michael Iwannek   |

## Kritiken
„Auf der Suche nach einem Ersatz für ihr gestohlenes Fernsehgerät geraten die fernsehsüchtigen Jugendlichen Beavis und Butt-Head durch einen falsch verstandenen Mordauftrag zwischen die Fronten einer von Gaunern und Regierungsagenten gleichzeitig betriebenen Verfolgungsjagd. Das erste Leinwandabenteuer der MTV-Trickfilm-Teenager ist eine betont ‚unkorrekte‘ Unterhaltungsware, deren ‚primitive‘ Machart viel Raum für Anspielungen und Zitate läßt. Dabei bezieht der Film seinen Humor hauptsächlich aus der auf sexuelle Andeutungen reduzierten Sprache und schreckt auch nicht vor bildlichen Geschmacklosigkeiten und Zynismen zurück. Auch zeichnerisch ‚primitiv‘, dürfte er für die meisten Zuschauer letztlich eher ärgerlich als unterhaltend sein.“

„Die Story von ‚Beavis und Butt-Head machen’s in Amerika‘ ist so hirnrissig wie die Hauptdarsteller selbst. Wer aber über die TV-Auftritte des infantilen Duos lachen kann, der ist in ihrem Kinodebüt gut aufgehoben. Der Unterschied zur Serie: Im Film verlassen sie ihr Heimatkaff und treiben statt dessen ihren Schabernack in Flugzeugen, Bussen und dem Weißen Haus. Und wenn etwa Beavis unter dem Einfluß von Aufputschmitteln mit Bill Clintons (rotem) Telefon die Streitkräfte mobilisiert, wird sich die hartgesottene Fangemeinde vor Lachen auf die Schenkel klopfen. Ein Bonus für die Anhänger der Serie: Beavis und Butt-Head lernen auf ihrem Trip zwei alte Harley-Fahrer kennen, die nicht nur so lachen wie sie, sondern ihnen auch verdammt ähnlich sehen. Kein Wunder – es sind ihre versoffenen Väter.“